# Legnotus
Genre
 Legnotus est un genre d'insectes du sous-ordre des hétéroptères (punaises), de la famille des Cydnidae, de la sous-famille des Sehirinae, et de la tribu des Sehirini.

## Historique et dénomination
Le genre Legnotus a été décrit  par l'entomologiste danois Jørgen Matthias Christian Schiødte en 1848.

### Synonymie
- Gnathoconus Fieber, 1860

## Taxinomie
Liste des espèces
- Legnotus fumigatus (A. Costa, 1853)
- Legnotus limbosus (Geoffroy, 1785)
- Legnotus picipes (Fallén, 1807)
- Legnotus similis Wagner, 1960